# Colin Blackwell
Colin Blackwell (* 28. März 1993 in Lawrence, Massachusetts) ist ein US-amerikanischer Eishockeyspieler, der seit Juli 2024 bei den Dallas Stars in der National Hockey League unter Vertrag steht. Mit der US-amerikanischen Nationalmannschaft gewann der Center bei der Weltmeisterschaft 2021 die Bronzemedaille.

## Karriere

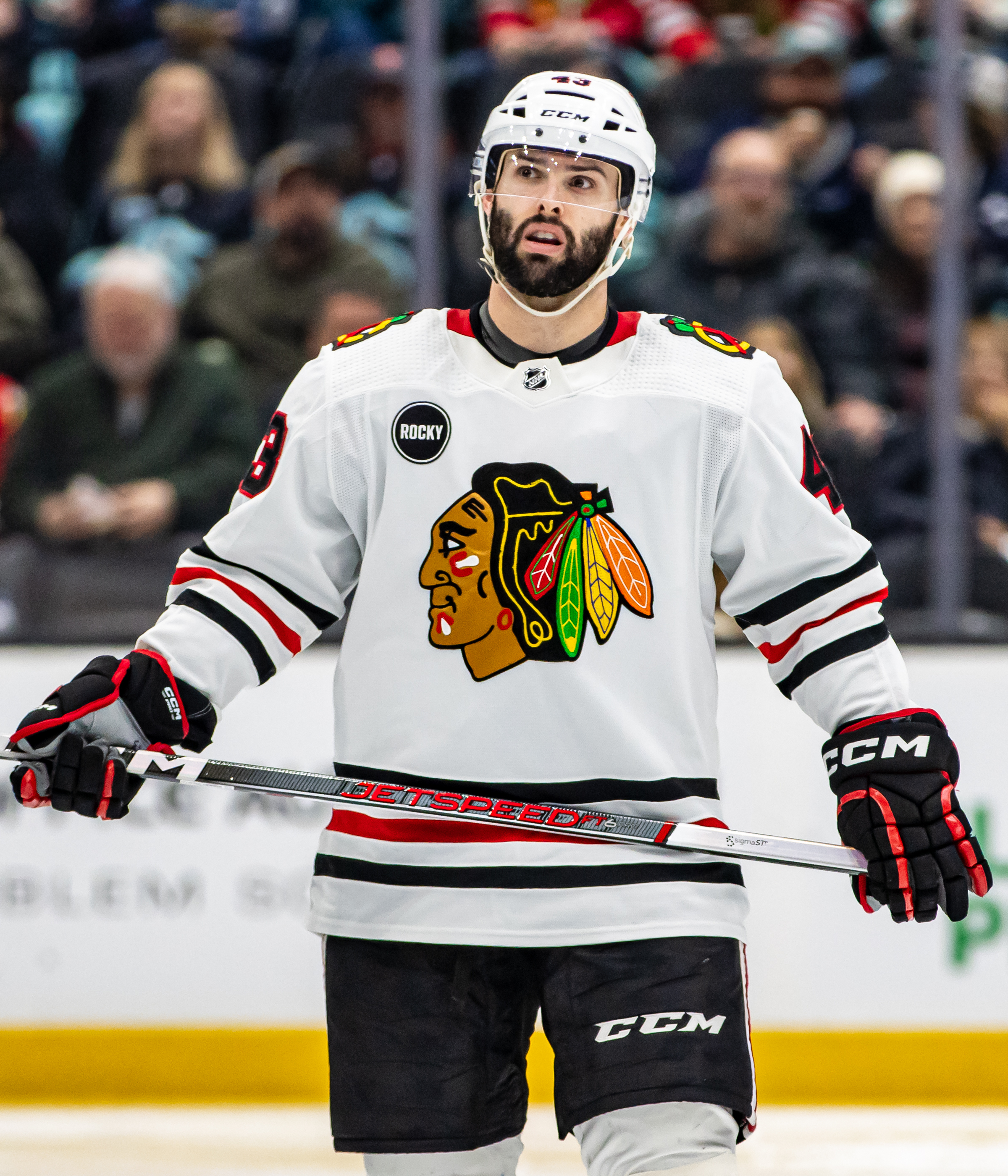
Blackwell im Trikot der Blackhawks (2024)

Colin Blackwell besuchte in seiner Jugend die St. John’s Preparatory School, eine Privatschule in Danvers in seinem Heimatstaat Massachusetts. In der Saison 2010/11 verzeichnete er als Kapitän des Teams 66 Scorerpunkte in 25 Partien, sodass er im NHL Entry Draft 2011 an 194. Position von den San Jose Sharks berücksichtigt wurde. Anschließend schrieb sich der Mittelstürmer an der Harvard University ein, wo er mit Beginn der Saison 2011/12 für die Harvard Crimson in der ECAC auflief, einer Liga im Spielbetrieb der National Collegiate Athletic Association (NCAA). In seinen fünf Jahren in Harvard wurde seine sportliche Karriere von einer Gehirnerschütterung verzögert, aufgrund derer er unter anderem die gesamte Spielzeit 2013/14 verpasste (Postkommotionelles Syndrom). Nach 19 Punkten aus 28 Partien für die Crimson in der Saison 2015/16 endete seine College-Laufbahn.
In der Spielzeit 2015/16 lief Blackwell für das Farmteam der San Jose Sharks in der American Hockey League (AHL) auf, die San Jose Barracuda, ohne sich jedoch für die Sharks empfehlen zu können, die die im Draft erworbenen Rechte an ihm somit ungenutzt ließen. Das Folgejahr verbrachte er bei den Rochester Americans und somit ebenfalls in der AHL, wobei er seine persönliche Statistik jedoch deutlich auf 45 Punkte in 61 Partien steigerte. Dies hatte zur Folge, dass der Angreifer im Juli 2018 einen Zweijahresvertrag bei den Nashville Predators erhielt und somit erstmals in der National Hockey League (NHL) unter Vertrag stand. Die Predators setzten ihn vorerst ebenfalls bei ihrem Farmteam ein, den Milwaukee Admirals, ehe er im Januar 2019 zu seinem NHL-Debüt für Nashville kam. Die folgende Saison 2019/20 verbrachte er zu etwa gleichen Teilen in NHL und AHL, bevor sein Vertrag im Sommer 2020 nicht verlängert wurde. Als Free Agent unterzeichnete Blackwell daher im Oktober 2020 einen weiteren Zweijahresvertrag bei den New York Rangers, die ihn in der Folge erstmals ausschließlich in der NHL einsetzten. Dort überzeugte er mit 22 Punkten derart, dass die neu gegründeten Seattle Kraken ihn im NHL Expansion Draft 2021 von den Rangers verpflichteten.
In Seattle war Blackwell in der Folge nur bis März 2022 aktiv, als er samt Mark Giordano an die Toronto Maple Leafs abgegeben wurde. Im Gegenzug erhielten die Kraken je ein Zweitrunden-Wahlrecht für die NHL Entry Drafts 2022 und 2023 sowie ein Drittrunden-Wahlrecht für den NHL Entry Draft 2024. In Toronto beendete er die Saison 2021/22, erhielt jedoch keinen weiterführenden Vertrag, sodass er im Juli 2022 als Free Agent zu den Chicago Blackhawks wechselte und dort einen Zweijahresvertrag erhielt. Ebenfalls als Free Agent wechselte er anschließend im Juli 2024 zu den Dallas Stars.

### International
Ohne zuvor in einer Juniorennationalmannschaft berücksichtigt worden zu sein, gehörte Blackwell bei der Weltmeisterschaft 2021 in Lettland zum Kader der A-Nationalmannschaft seines Heimatlandes. Er kam dort als Assistenzkapitän in allen zehn Partien des Turniers zum Einsatz und gewann mit dem Team die Bronzemedaille.

## Erfolge und Auszeichnungen
- 2015 Meisterschaft der ECAC mit den Harvard Crimson
- 2021 Bronzemedaille bei der Weltmeisterschaft

## Karrierestatistik
Stand: Ende der Saison 2024/25

### International
Vertrat die USA bei: 
- Weltmeisterschaft 2021

(Legende zur Spielerstatistik: Sp oder GP = absolvierte Spiele; T oder G = erzielte Tore; V oder A = erzielte Assists; Pkt oder Pts = erzielte Scorerpunkte; SM oder PIM = erhaltene Strafminuten; +/− = Plus/Minus-Bilanz; PP = erzielte Überzahltore; SH = erzielte Unterzahltore; GW = erzielte Siegtore; 1 Play-downs/Relegation; Kursiv: Statistik nicht vollständig)